# Грауер
Грауер (Pseudocalyptomena graueri) — вид горобцеподібних птахів родини рогодзьобових (Eurylaimidae).

## Назва
Птаха названо на честь австрійського дослідника Африки Рудольфа Грауера.

## Поширення
Грауер трапляється лише у двох районах на сході ДР Конго (гори Ітомбве та національний парк Кагузі-Бієґа) та однієї області на південному заході Уганди (Недоторканий ліс Бвінді).

## Опис
Птах завдовжки 13,5-15,5 см. Має пухке тіло з короткими заокругленими крилами та квадратним хвостом. Дзьоб не такий широкий як в інших рогодзьобів. Верх голови жовтий з чорними смугами. Нижня частина хвоста, груди, горло та щоки блакитні. Решта оперення зеленого кольору. Дзьоб і ноги чорнуваті, очі карі.

## Спосіб життя
Живе під густим пологом дощових лісів. Трапляється поодинці, парами або невеликими зграями. Живиться ягодами, фруктами, квітами, рідше комахами та іншими безхребетними.